# Ingresso

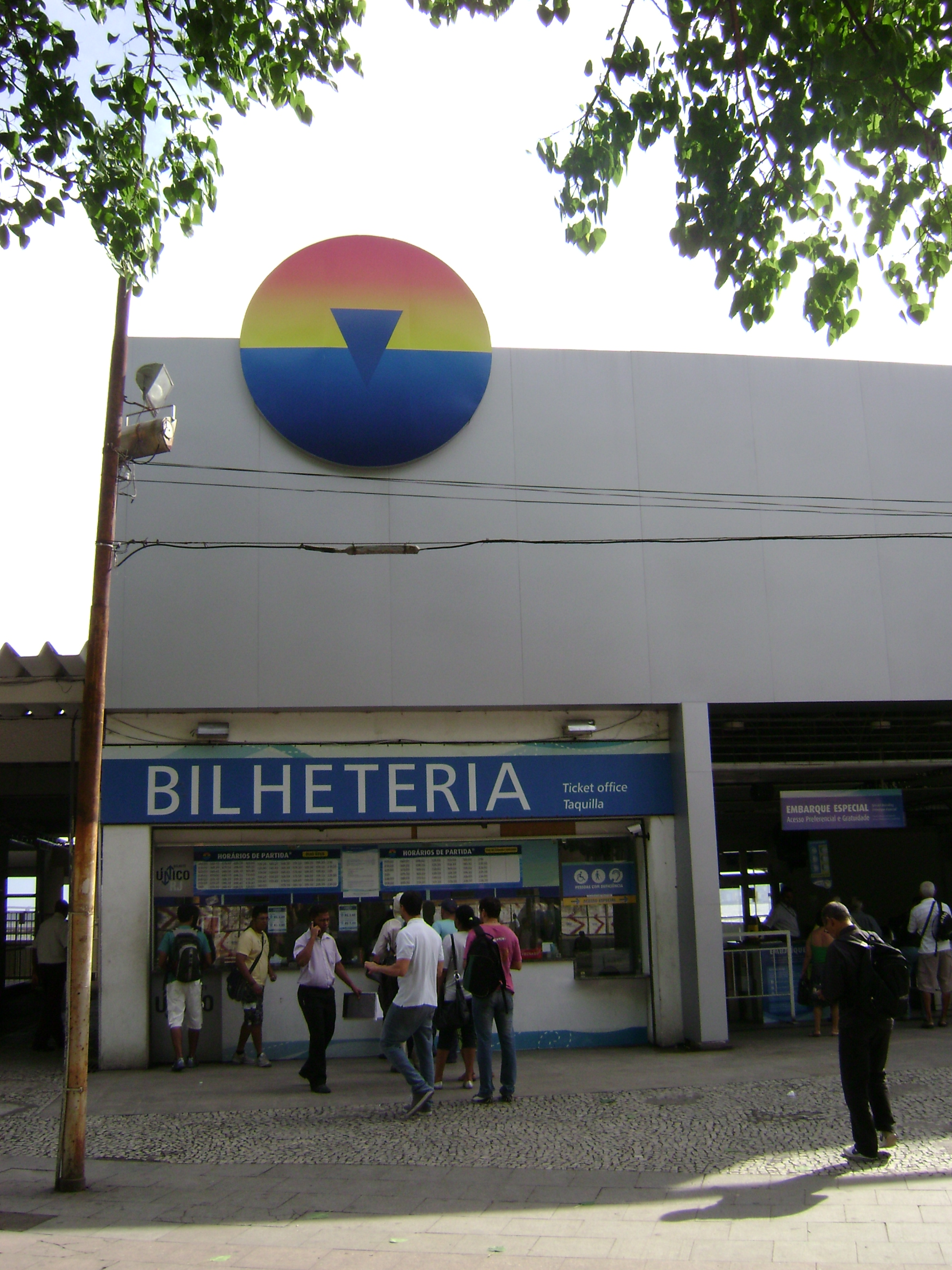
Bilheteria das Barcas S/A, no Rio de Janeiro. Em bilheterias pode-se comprar ingressos.

Ingresso é um bilhete usado para ingressar em algum estabelecimento, como boates, estádios de futebol, festas, cinema, etc.
O ingresso pode ser eletrônico ou físico (de papel ou plástico) e deve ser entregue a um trocador antes de se entrar em um estabelecimento.